# Paradox van Bertrand (kansrekening)
De paradox van Bertrand is een probleemstelling binnen de klassieke interpretatie van de kansrekening. Dit probleem is oorspronkelijk opgeworpen door Joseph Bertrand in zijn werk Calcul des probabilités (1889). Het luidt als volgt:
Beschouw een gelijkzijdige driehoek en de omgeschreven cirkel. Als men in deze cirkel een willekeurige koorde tekent, wat is dan de kans dat deze koorde langer is dan de zijde van de driehoek?
Bertrand gaf drie oplossingsmethoden, alle drie goed gefundeerd, die echter met elkaar strijdige uitkomsten geven.
1. De "willekeurige eindpunten"-methode: kies een punt op de cirkel en draai de cirkel zo dat een hoekpunt van de driehoek samenvalt met dit punt. Kies weer willekeurig een ander punt op de cirkel en teken de koorde tussen de twee punten. Alleen wanneer het tweede punt ligt op de boog tussen de twee andere hoekpunten van de driehoek, is de koorde langer dan de zijde van de driehoek. De lengte van deze boog is een derde van de gehele omtrek. De gevraagde kans is daarom 1/3.
2. De "willekeurige straal"-methode: kies een straal van de cirkel, en kies een punt op deze straal, en hiermee kiezen we de koorde door dit punt en loodrecht op deze straal. Draai nu de cirkel zo dat een zijde van de driehoek de straal loodrecht snijdt. Merk op dat deze zijde dan een middelloodlijn is van de straal. De gekozen koorde is alleen langer als het gekozen punt dichter ligt bij het middelpunt van de cirkel dan bij de rand. De gevraagde kans is daarom 1/2.
3. De "willekeurige midden"-methode: kies een punt in het binnenste van de cirkel en neem de (unieke) koorde die dit punt als middelpunt heeft. Beschouw nu de ingeschreven cirkel van de gegeven gelijkzijdige driehoek. De koorde die we hebben gevonden is alleen langer dan de zijde van de driehoek, als het midden binnen deze ingeschreven cirkel ligt. De gevraagde kans is dus 1/4.

Methode 1
Methode 2
Methode 3

## Commentaar
De oorspronkelijke vraag van Bertrand is dus niet goed gesteld, en daarin ligt ook de "oplossing" van de paradox. De oplossing hangt af van wat de betekenis is van een willekeurige keuze van een koorde. Als de keuzemethode goed is gespecificeerd, is er ook een goed gedefinieerde oplossing. Er is geen unieke keuzemethode, dus is er ook geen unieke oplossing. Er is op voorhand geen steekhoudende reden om de ene methode te verkiezen boven de andere.